# Saint Patrick's Cathedral (Dublin)
De Saint Patrick's Cathedral in Dublin, Ierland ook wel The National Cathedral and Collegiate Church of Saint Patrick, Dublin of in het Iers Árd Eaglais Naomh Pádraig is de grootste van de twee kathedralen van de Church of Ireland in Dublin.
Uitzonderlijk is de kathedraal niet de zetel van de aartsbisschop, want die heeft zijn zetel in de Christ Church Cathedral. De kathedraal wordt geleid door een deken.

## Geschiedenis
De eerste referentie naar de kerk dateert van 890.
Tussen 1120 en 1260 werd het huidige kerkgebouw gebouwd. In 1534, tijdens de Engelse reformatie, sloot de kerk aan bij de Church of Ireland.

## Wetenswaardigheden
- Jonathan Swift, schrijver van onder andere Gullivers reizen, was deken van de kathedraal en ligt er begraven
- De kathedraal is de kapel van de Orde van Sint-Patrick, een ridderorde die in 1783 door koning George III van het Verenigd Koninkrijk ingesteld werd en de Ierse tegenhanger was van de Engelse Orde van de Kousenband en de Schotse Orde van de Distel. In de kathedraal staat een houten paneel met de namen van de eerste ridders van deze orde. De vlaggen van de ridders hangen in de kathedraal
- In de kathedraal hangt een marmeren herdenkingsplaat ter ere van de Ierse dichter Charles Wolfe